# Lake Rotongaro
Der Lake Rotongaro ist ein See in der Region Waikato auf der Nordinsel von Neuseeland.

## Geographie
Der Lake Rotongaro befindet sich in dem Dreieck rund 3,5 km westnordwestliche des Lake Whangape, rund 4,8 km nordöstlich bis ostnordöstlich des Lake Waikare und rund 5,5 km nordnordwestlich der Stadt Huntly. Der See gehört zu den 14 Flussseen der Waikato-Region, die ursprünglich über Schwemmland-Ablagerungen durch den Waikato River entstanden sind, der heute im Abstand von rund 1,6 km des See östlich passiert.
Der See umfasst eine Fläche von rund 2,92 km² und erstreckt sich über eine Länge von rund 2,15 km in Nord-Süd-Richtung sowie über eine maximale Breite von rund 1,83 km in Ost-West-Richtung. Seine maximale Tiefe beträgt 3,3 m und sein Wassereinzugsgebiet umfasst eine Fläche von rund 19,5 km².
An der nordwestlichen Ecke des Sees besteht eine Verbindung zum angrenzenden, rund 42,8 Hektar umfassenden See Lake Rotongaroiti.